# Joel Armia
Joel Armia (Pori, Finlandia, 31 de mayo de 1993), apodado Army, es un jugador profesional finlandés de hockey sobre hielo que se desempeña en la posición de extremo derecho en Montreal Canadiens, equipo de la National Hockey League (NHL).

## Carrera
Fue seleccionado en la primera ronda en la NHL Entry Draft de 2011. En 2014 hizo su debut profesional con el equipo Buffalo Sabres, en el cual jugó una temporada (2014-2015), después pasó a Winnipeg Jets (2015-2018), luego a Montreal Canadiens, donde lleva jugando seis temporadas.